# Piaski
Piaski, früher Piaski Luterskie, ist eine Stadt mit 2531 Einwohnern in Polen. Sie hat eine Fläche von 9 km² und gehört dem Powiat Świdnicki der Woiwodschaft Lublin an. Piaski liegt 16 km südöstlich von Świdnik am Fluss Giełczewka und ist Sitz der gleichnamigen Stadt-und-Land-Gemeinde mit 10.467 Menschen (Stand jeweils der 31. Dezember 2020).

## Geschichte bis 1939
Die erste urkundliche Erwähnung des Dorfes Piaski stammt aus dem Jahr 1401. Im 15. Jahrhundert erhielt der Ort Stadtrechte. Im Jahr 1470 wurde Pyassek alias Gyelczew erstmals als Stadt genannt. Im 16. und 17. Jahrhundert war die Bevölkerung zu großen Teilen protestantisch, sodass sich in dieser Zeit die Stadtbezeichnung Piaski Luterskie einbürgerte. In der Folgezeit wuchs die Zahl der jüdischen Einwohner stark an. Sie betrug zeitweilig über zwei Drittel der Gesamteinwohnerschaft und es entstand ein Schtetl. Im Jahr 1795 kam die Stadt bei der Dritten Polnischen Teilung zu Österreich, das diese Gebiete bald wieder verlor. Im Jahr 1809 gehörte Piaski zum Herzogtum Warschau und ab 1815 zu Kongresspolen. Im Jahr 1869 verlor der Ort seine Stadtrechte (die er erst 1993 zurückerhielt). Mit der Gründung der Ersten Polnischen Republik gehörte der Ort zu Polen.

## Jüdisches Ghetto (Lager Piaski)
Von den 3974 Einwohnern im Jahr 1921 waren 2674 Juden. Mit der deutschen Besetzung Polens wurde Piaski Teil des Generalgouvernements; zu Beginn des Zweiten Weltkriegs lebten 4165 Juden in Piaski. Im Schtetl in Piaski wurde Anfang 1940 ein Ghetto eingerichtet, in das auch Juden aus dem Lubliner Ghetto sowie aus dem Deutschen Reich (Stettin) deportiert wurden. Ab März 1942 erfolgten Transporte in das Vernichtungslager Belzec, während 4200 Juden aus dem Deutschen Reich und zweimal 1000 aus dem Ghetto Theresienstadt hierher deportiert wurden und die Zahl auf 6500 anstieg. Unter dem Kommando von Karl Streibel wurden im Oktober 1942 4000 Juden in das Zwangsarbeitslager Trawniki verlegt. Ab November stieg die Zahl erneut auf 6000, die Männer wurden im März nach Trawniki deportiert, das Schicksal der Frauen und Kinder bei Auflösung des Ghettos ist nicht überliefert.
Das Landgericht Aschaffenburg sprach im Dezember 1952 den Gendarmen Z. von dem Vorwurf frei, in Piaski Misshandlungen und Tötungen an Juden verantwortet zu haben, da die Zeugenaussagen, die vor dem Bezirksgericht Lublin beeidigt worden waren, zu allgemein gehalten und widersprüchlich waren und der Beschuldigte keine Möglichkeit hatte, bei der Vernehmung der Zeugen anwesend zu sein.

## Heutige Gemeinde
Zur Stadt- und Landgemeinde gehören neben der Stadt Piaski 40 Ortschaften mit einem Schulzenamt.

## Söhne und Töchter der Stadt
- Antoni Patek (1812–1877), Uhrmacher und Gründer des Schweizer Luxusuhrenherstellers Patek Philippe

## Sendeanlage
Seit 1990 befindet sich in der Nähe von Piaski bei 51° 8′ 2″ N, 22° 52′ 18″ O ein 342 Meter hoher Sendemast für UKW und TV. Dieser Sendemast ist seit dem Einsturz des Sendemasts von Radio Warschau in Konstantynów das vierthöchste Bauwerk in Polen.